# Heerlijkheid Schwabegg
Schwabegg was een tot de Zwabische Kreits behorende heerlijkheid binnen het Heilige Roomse Rijk.
Na het uitsterven van de heren van Schwabegg in 1167 viel hun bezit aan de naburige heren van Türkheim. Sindsdien werd ook de naam Türkheim-Schwabegg gebruikt. In 1269 kwamen de heerlijkheden aan de hertogen van Beieren. Na de verwoesting van de burcht Schwabegg in 1371 door troepen van de rijksstad Augsburg werd Türkheim het bestuurscentrum. In 1375 werd het halsgerecht verworven, waarna een periode van verpandingen aanbrak.
Na een verpanding aan de familie van Waal van 1375 tot 1433, volgde er een van 1439 tot 1478 aan de familie Riedheim-Angelberg. Hierna volgde een verpanding aan de rijksstad Augsburg en van 1529 tot 1542 één aan de heren van Knöringen. In deze tijd werd er een groot slot (het oude slot) gebouwd. Van 1542 tot 1619 was de heerlijkheid als pand in handen van de heren, later graven van Rechberg. In 1628 volgde nog een verpanding aan Hohenzollern-Sigmaringen. In 1666 kwam er een eind aan de verpandingen en werd de heerlijkheid weer verbonden met het keurvorstendom Beieren. In deze eeuw wordt Schwabegg ook wel met de titel graafschap aangeduid.
In 1666 werd de heerlijkheid door de keurvorst van Beieren aan zijn broer hertog Maximiliaan Philips overgedragen. Deze hertog resideerde in Türkheim en bouwde nog een klein slot naast het oude slot. Hij kreeg de grafelijke rechten als rijksleen. Na zijn dood in 1705 werd het leen door het Rijk terug genomen, waarna het in 1706 aan het bisdom Augsburg werd overgedragen. Deze gang van zaken had plaats tijdens de Spaanse Successieoorlog, waarin de keizer en Beieren tegenover elkaar stonden. De vrede van Rastatt in 1714 geeft de heerlijkheid terug aan Beieren.